# 劉獻堂
刘献堂（英語：Lucas Liu Hsien-tang，1928年12月21日—），罗马天主教主教。
劉獻堂1928年12月21日生于河北省献县，1956年11月30日晋铎，1980年10月24日当选新竹教区助理主教，1981年1月10日祝圣，1983年6月29日升任新竹教区主教，1965年到1981年任桃園縣私立振聲高級中學校長、2004年12月4日荣退。